# Jerzy Hordyński
Jerzy Hordyński (ur. 18 października 1919 w Jarosławiu, zm. 14 czerwca 1998 w Rzymie) – polski poeta, tłumacz i publicysta.

## Życiorys
Urodzony w rodzinie ziemiańskiej był synem Juliana i Heleny z domu Steinbach. Nauki początkowe pobierał w Kutach, po czym w latach 1930-37 uczył się w II Państwowym Gimnazjum im. Marszałka Józefa Piłsudskiego w Stanisławowie, gdzie uzyskał świadectwo dojrzałości w 1937 r. W tym Gimnazjum w 1935 debiutował wierszami drukowanymi w miesięczniku młodzieży szkolnej „Pobudka”. Od 1937 studiował prawo, orientalistykę i filologię polską na Uniwersytecie Jana Kazimierza we Lwowie. Należał do czołowej grupy poetów przedwojennego Lwowa. Po zajęciu Lwowa przez Sowietów (22 września 1939) wrócił na studia, przenosząc się na orientalistykę. Podczas okupacji niemieckiej (1941–1944) publikował wiersze w konspiracyjnych antologiach oraz prasie podziemnej, kontynuował studia na tajnym uniwersytecie, był też karmicielem wszy w Instytucie Badań nad Tyfusem Plamistym i Wirusami prof. Weigla. Po powtórnym zajęciu Lwowa przez Sowietów w lipcu 1944 został aresztowany i na pięć lat zesłany do łagrów na terenie ZSRR (m.in. w Donbasie).
Po trzech latach został uwolniony i wyjechał do Krakowa, gdzie ukończył studia polonistyczne na Uniwersytecie Jagiellońskim. W Krakowie współpracował z "Tygodnikiem Powszechnym". Zadebiutował w 1951 tomikiem Powrót do światła wydanym przez krakowskie Wydawnictwo Literackie. Wystąpił też w dwóch filmach (epizody charakterystyczne): w „Kaloszach szczęścia" Bohdziewicza oraz „Ginger i Fred" Felliniego. W 1956 wszedł w skład redakcji "Życia Literackiego", w którym wraz z Wisławą Szymborską prowadził tzw. "pocztę literacką". W 1961 z powodów zdrowotnych wyjechał z kraju i po trzyletnim pobycie najpierw w Wiedniu, następnie w Paryżu (studia na Sorbonie), w 1964 osiedlił się w Rzymie. Był autorem przekładów poetyckich z języka niemieckiego, rosyjskiego, ukraińskiego i francuskiego. Z Rzymu nadsyłał teksty do "Życia Literackiego" oraz "Przekroju". Jerzy Hordyński zmarł nagle w Rzymie 14 czerwca 1998 r. Został pochowany bardzo uroczyście na cmentarzu rzymskim Prima Porta, w polskiej kwaterze.
Był laureatem wielu nagród włoskich o charakterze międzynarodowym (m.in. Gran Premio Italia oraz Nagroda Prezydenta Miasta Rzymu), jego utwory przełożono na kilkanaście języków. Był członkiem Związku Literatów Polskich oraz PEN Clubu.

## Odznaczenia
- Krzyż Komandorski Orderu Zasługi Rzeczypospolitej Polskiej (1998 – pośm.[2])

## Upamiętnienie
- W setną rocznicę urodzin na domu przy Borgo Pio 84 w Rzymie, w którym mieszkał w latach od 1964 do 1998, została umieszczona tablica pamiątkowa;
- w Jarosławiu organizowany jest coroczny "Regionalny Konkurs Recytatorski i Poetycki im. Jerzego Hordyńskiego";
- dnia 21 listopada 2001 r. na domu przy ul. Dąbrowskiego 4 w Jarosławiu – w którym Jerzy Hordyński spędził pierwsze lata swego życia – została umieszczona tablica pamiątkowa;
- pod koniec 2003 r. Rada Miasta nadała nazwę "Pasaż Poety Jerzego Hordyńskiego" pasowi komunikacyjnemu na os. Armii Krajowej.

## Twórczość

### Poezje
- Powrót do światła (1951, debiut)
- Wędrówki (1955)
- Pod znakiem Wagi (1959)
- Rozmowy z Chopinem (1961)
- Głowa na pieńku (1965)
- Koncert włoski (1968)
- Błędne koło (1969)
- Egzorcyzmy (1972)
- Wiersze wybrane (1976)
- Epitafium dla kota (1977)
- Cena oddechu (1982)
- Ślad (1985)
- Oddalenia (1989)
- Seans (1995)
- Festyn (1998, pośmiertnie)